# Fanny Clamagirand
Fanny Clamagirand, née en 1984, est une violoniste française classique. Elle joue sur un violon Matteo Goffriller fabriqué à Venise en 1700.

## Biographie
Fanny Clamagirand commence l'apprentissage du violon à l'âge de sept ans. Elle étudie auprès de Larissa Kolos, avant de rejoindre en 2000 le musicien français Jean-Jacques Kantorow pour son troisième cycle au Conservatoire de Paris. En 2003, elle poursuit ses études avec Itzhak Rashkovsky au Royal College of Music de Londres, où elle obtient son Artist Diploma en 2004. Elle est ensuite formée par le violoniste urkrainien Pavel Vernikov au Conservatoire de Vienne, puis par Oleksandr Semchuk à la Scuola di Musica di Fiesole en Italie.
Au cours de cette période, Fanny Clamagirand participe à de nombreuses master class, notamment avec Ida Haendel, Zakhar Bron, Michèle Auclair, Pierre Amoyal, Boris Kushnir, Vadim Repin, Donald Weilerstein, Shlomo Mintz et Jean-Claude Pennetier. Elle est choisie pour participer à des cours à l'Académie de Verbier en Suisse, à l'International Keshet Eilon Violon Mastercourse en Israël, et à l'Académie de Musique de Lausanne en Suisse.

## Carrière musicale
Fanny Clamagirand commence sa carrière musicale en tant que soliste à l'âge de neuf ans. Elle se produit sur les plus prestigieuses scènes internationales telles le Wigmore Hall et le Royal Festival Hall à Londres, le Victoria Hall à Genève, le Konzerthaus et le Musikverein de Vienne, le Konzerthaus de Berlin, le Palais de la culture et des congrès de Lucerne, à la Salle symphonique de Copenhague, au Toppan Hall de Tokyo, à l'OperaHouse à Tel-Aviultugo, au Carnegie Hall à New York, à Académie nationale Sainte-Cécile à Rome, au Circulo de Bellas Artes de Madrid, au Théâtre municipal de Rio de Janeiro, à l'UNESCO, à la Salle Gaveau ou à l'Auditorium du Louvre à Paris.
La violoniste est invitée dans de nombreux festivals nationaux et internationaux consacrés à la musique classique, à l'image du Festival de Radio France, Festival de Colmar, Festival de Lucerne, Verbier Festival, La Folle Journée de Nantes, le Musikfest de Brême, le Festival de Musique de chambre de West Cork ou le Chelsea Festival de Musique de New York,.
Fanny Clamagirand joue également en tant que soliste avec des orchestres de renommée, tels que l'Orchestre symphonique de Vienne, l'Orchestre philharmonique de Vienne, le Philharmonique de Londres, l'Orchestre national de France, l'Orchestre symphonique de Jérusalem, l'Orchestre symphonique de Malmö, l'Orchestre symphonique de la radio danoise, l'Orchestre national philharmonique de Russie, l'Orchestre philharmonique de Radio France, l'Orchestre philharmonique de Monte-Carlo, l'Orchestre philharmonique de Strasbourg, l'Orchestre national du Capitole de Toulouse, l'Ensemble orchestral de Paris, l'Orchestre de chambre de Vienne, l'Orchestre de chambre d'Irlande, le Sinfonia Varsovia, le Sinfonia Finlandia, l'Orchestre royal de chambre de Wallonie, l'Orchestre de chambre d'Israël.
Elle collabore avec Franz Welser-Möst, Alain Altinoglu, Dennis Russell Davies, Pietari Inkinen, John Axelrod, Ken-David Masur, Darrell Ang, Tugan Sokhiev, Juraj Valcuha, Günter Neuhold, Fabien Gabel, Jean-Jacques Kantorow, Anne-Sophie Mutter, Gidon Kremer, Antoine Tamestit, Maxim Rysanov, Lise Berthaud, Khatia Buniatishvili, Lise de La Salle, Louis Schwizgebel, Jean-Frédéric Neuburger, Adam Laloum, Gary Hoffman, Pieter Wispelwey, Julian Bliss, le Quatuor Ysaÿe.
Son premier CD sorti en 2007 sous le label Nascor, l'intégrale en deux volumes des Sonates pour violon seul d'Eugène Ysaÿe, est acclamé par la presse.
En 2010, Fanny collabore avec le danseur et chorégraphe japonais Saburo Teshigawara pour sa création Obsession. L'album Les concertos pour violon de Saint-Saëns (Sinfonia Finlandia/P. Gallois), enregistré sous le label Naxos et publié en novembre 2010. En 2013, un second disque s'approprie ce répertoire, soit l'intégrale des Œuvres pour piano et violon de Saint-Saëns en deux volumes, enregistré avec la pianiste Vanya Cohen. Le projet reçoit également des distinctions élogieuses dans des publications spécialisées.

## Prix et distinctions
- 1995 : 1er Prix Louis Spohr à Weimar[1]
- 1997 : 5ème Prix H. Wieniawski[1]
- 2000 : Prix Spécial Yehudi Menuhin[1]
- 2004 : Prix Emily Anderson, Royal Philharmonic Society, Londres[10],[1]
- 2005 : 1er Prix Fritz Kreisler, Vienne[1]
- 2006 : Révélation Classique Adami[1]
- 2007 : Prix Rainier III des Monaco Violin Masters[11],[12],[1]

## Discographie sélective
- Eugène Ysaÿe, Intégrale des Sonates pour violon seul, Fanny Clamagirand, violon (Nascor 2007)
- Camille Saint-Saëns : Intégrale des Concertos pour violon et orchestre nos 1, 2 et 3, Fanny Clamagirand, violon - Sinfonia Finlandia Jyväskylä, dir. Patrick Gallois (Naxos 2009)
- Camille Saint-Saëns: Musique pour violon et piano, Fanny Clamagirand, violon, Vanya Cohen, piano (Volume 1 & 2 Naxos 2011)
- Ludwig Van Beethoven : Concerto pour violon et orchestre en eé majeur, Peter Vasks, '"Distant Light", Concerto pour violon et orchestre à cordes - English Chamber Orchestra, Fanny Clamagirand, violon, dir. Ken David Masur (Mirare 2019)
- Camille Saint-Saëns, La Danse macabre, Introduction et Rondo Capricioso, La Havanaise, Air de Samson et Dalila, Fanny Clamagirand, violon, Vanya Cohen, piano, (Naxos 2021)